# Cratere Kira
Kira è un cratere lunare di 6,81 km situato nella parte sud-occidentale della faccia nascosta della Luna.